# Lophosceles alaskensis
Lophosceles alaskensis är en tvåvingeart som först beskrevs av Malloch 1923.  Lophosceles alaskensis ingår i släktet Lophosceles och familjen husflugor. Inga underarter finns listade i Catalogue of Life.